# Juan Martín de Ampués
Juan Martínez de Ampiés o de Ampués, també conegut com Juan Martín de Ampíes o Juan de Ampíes o Ampúes (Aragó, segona meitat del segle XV - Hispaniola, 8 de febrer de 1533) va ser un oficial de l'exèrcit espanyol del Segle XVI. Va ocupar els càrrecs de regidor a Santo Domingo i de governador de la província de Veneçuela. Va fundar la ciutat veneçolana de Santa Ana de Coro a l'any 1527.

## Biografia
Es desconeix la seva data de naixement, però sí que era d'origen aragonès. Veterà de diverses campanyes militars, va marxar a Amèrica i es va instal·lar a la Hispaniola el 1511, segons va declarar. Va estar ben relacionat amb altres aragonesos influents presents a l'illa, com el tresorer Miguel de Pasamonte. El 19 de maig del mateix va ser nomenat per reial cèdula factor de la Hispaniola, amb una remuneració de 80.000 morabatins anuals i atorgant-li alhora el càrrec de regidor de la ciutat de Santo Domingo. No obstant això, sembla que abans del nomenament ja disposava del dret de controlar totes les activitats econòmiques a l'illa. En tot cas, ben aviat es va convertir en un home ric propietari de diverses cases, molins, terres de conreu, bestiar i esclaus, molts originaris de Curaçao, tot a expenses de la corona i de la població.
Nomenat primer Governador de Veneçuela, va passar a Terra Ferma amb 60 soldats i es va aliar amb el cacic Manaure (o Mannare) per prosseguir la tracta. A aquest efecte va prendre possessió d'alguns terrenys favorables i el 26 de juliol de 1527 va fundar la ciutat de Santa Ana de Coro la tercera ciutat de Veneçuela després de Nova Cadis i Cumaná, tot i que hi ha historiadors que ho descarten perquè va estar poc temps a la regió.
Va establir a més colònies per explotar els productes de la terra, donant participació als indis i hagués dut a terme una veritable penetració pacífica en aquella terra, si Carles V no ho hagués impedit concedint als banquers alemanys de la casa Welser d'Augsburg, drets i privilegis omnímodes per explotar aquell territori.
Juan Martín va tornar a Santo Domingo i va continuar prestant excel·lents serveis fins a la seva mort del 8 de febrer de 1533.